# Podnoszenie ciężarów na Letnich Igrzyskach Olimpijskich 1960 – waga ciężka mężczyzn
Rywalizacja w wadze ponad 90 kg mężczyzn w podnoszeniu ciężarów na Letnich Igrzyskach Olimpijskich 1960 odbyła się 10 września 1960 roku w hali Palazzetto dello Sport. W rywalizacji wystartowało 18 zawodników z 15 krajów. Tytułu sprzed czterech lat nie obronił Paul Anderson z USA, który tym razem nie startował. Nowym mistrzem olimpijskim został Jurij Własow z ZSRR, srebrny medal zdobył James Bradford z USA, a trzecie miejsce zajął jego rodak – Norbert Schemansky.

## Wyniki
| Pozycja | Zawodnik               | Reprezentacja                 | Waga  | Wyciskanie | Wyciskanie | Wyciskanie | Rwanie | Rwanie | Rwanie | Podrzut | Podrzut | Podrzut | Wynik |
| Pozycja | Zawodnik               | Reprezentacja                 | Waga  | 1          | 2          | 3          | 1      | 2      | 3      | 1       | 2       | 3       | Wynik |
| ------- | ---------------------- | ----------------------------- | ----- | ---------- | ---------- | ---------- | ------ | ------ | ------ | ------- | ------- | ------- | ----- |
| 1. !    | Jurij Własow           | ZSRR                          | 123,3 | 170,0      | 180,0      | 185,0      | 145,0  | 150,0  | 155,0  | 185,0   | 195,0   | 202,5   | 537,5 |
| 2. !    | James Bradford         | Stany Zjednoczone             | 122,5 | 170,0      | 175,0      | 180,0      | 140,0  | 145,0  | 150,0  | 177,5   | 177,5   | 182,5   | 512,5 |
| 3. !    | Norbert Schemansky     | Stany Zjednoczone             | 108,7 | 160,0      | 167,5      | 170,0      | 140,0  | 145,0  | 150,0  | 180,0   | 192,5   | 192,5   | 500,0 |
| 4       | Mohamed Mahmud Ibrahim | Zjednoczona Republika Arabska | ?     | 140,0      | 145,0      | 145,0      | 130,0  | 135,0  | 137,5  | 170,0   | 170,0   | 177,5   | 455,0 |
| 5       | Eino Mäkinen           | Finlandia                     | 112,0 | 132,5      | 137,5      | 140,0      | 135,0  | 140,0  | 142,5  | 167,5   | 172,5   | 172,5   | 455,0 |
| 6       | Dave Baillie           | Kanada                        | 125,0 | 147,5      | 155,0      | 155,0      | 122,5  | 130,0  | 132,5  | 162,5   | 170,0   | 170,0   | 450,0 |
| 7       | Alberto Pigaiani       | Włochy                        | 140,0 | 147,5      | 152,5      | 155,0      | 127,5  | 127,5  | 132,5  | 170,0   | -       | -       | 450,0 |
| 8       | Václav Syrový          | Czechosłowacja                | 136,0 | 140,0      | 145,0      | 150,0      | 122,5  | 127,5  | 130,0  | 160,0   | 167,5   | 172,5   | 445,0 |
| 9       | Arthur Shannos         | Australia                     | 117,3 | 137,5      | 137,5      | 137,5      | 125,0  | 125,0  | 132,5  | 172,5   | 177,5   | 177,5   | 435,0 |
| 10      | Hadi Abdul Dżabbar     | Irak                          | 115,0 | 132,5      | 147,5      | 147,5      | 120,0  | 125,0  | 127,5  | 160,0   | 165,0   | -       | 432,5 |
| 11      | Cornel Wilczek         | Australia                     | 117,3 | 137,5      | 145,0      | 145,0      | 127,5  | 135,0  | 135,0  | 165,0   | 165,0   | 170,0   | 430,0 |
| 12      | Werner Arnold          | Niemcy                        | 115,0 | 135,0      | 140,0      | 140,0      | 125,0  | 130,0  | 130,0  | 165,0   | 170,0   | 170,0   | 425,0 |
| 13      | Donald Oliver          | Nowa Zelandia                 | 124,0 | 132,5      | 140,0      | 140,0      | 122,5  | 127,5  | 127,5  | 170,0   | 177,5   | 177,5   | 425,0 |
| 14      | William Swaluk         | Kanada                        | 107,3 | 135,0      | 142,5      | 142,5      | 112,5  | 117,5  | 122,5  | 160,0   | 170,0   | 170,0   | 412,5 |
| 15      | Dennis Hillman         | Wielka Brytania               | 127,0 | 132,5      | 140,0      | 140,0      | 110,0  | 115,0  | 115,0  | 145,0   | 155,0   | 160,0   | 402,5 |
| 16      | Henri Mersch           | Luksemburg                    | 114,0 | 117,5      | 117,5      | 120,0      | 95,0   | 95,0   | 95,0   | 127,5   | 132,5   | -       | 340,0 |
| -       | Iwan Weselinow         | Bułgaria                      | ?     | 140,0      | 140,0      | 145,0      | 130,0  | 135,0  | 135,0  | 175,0   | 175,0   | 180,0   | 270,0 |
| -       | Bèto Adriana           | Antyle Holenderskie           | 120,0 | 140,0      | 150,0      | 155,0      | -      | -      | -      | 160,0   | 160,0   | 160,0   | 155,0 |